# Ebba Hed
Ebba Anna Vailet Hed, född 3 november 1999, är en svensk fotbollsspelare som spelar för Djurgårdens IF. Hennes far, Mattias Hed, har tidigare spelat i Allsvenskan.

## Klubbkarriär

### IF Centern
Hed började spela fotboll i IF Centern som sexåring.

### IS Halmia
2014 gick Hed till IS Halmia. Hon spelade 15 matcher och gjorde två mål för klubben i Elitettan 2014. Halmia slutade dock på en sista plats i serien och blev nedflyttade till Division 1. Hed gjorde 18 mål på 22 matcher i Division 1 2015 och slutade på en tredje plats i skytteligan.

### Vittsjö GIK
Inför säsongen 2016 gick hon till Vittsjö GIK. Den 1 oktober 2016 blev Hed inbytt och gjorde sina två första mål för Vittsjö i en 2–2-match mot Kvarnsvedens IK. Under sin debutsäsong i Damallsvenskan spelade hon totalt två matcher från start samt gjorde 11 inhopp. I december 2016 förlängdes hennes kontrakt med ett år. Under sin andra säsong i klubben spelade Hed åtta matcher från start samt gjorde 11 inhopp. I december 2017 förlängdes kontraktet med ett år. I december 2018 förlängdes kontraktet med ytterligare ett år.
I november 2019 blev Hed nominerad till "Årets genombrott" på Fotbollsgalan 2019, ett pris som dock vanns av FC Rosengårds Hanna Bennison. Under samma månad förlängde hon sitt kontrakt i Vittsjö med ett år. I december 2020 förlängde Hed återigen sitt kontrakt med ett år. Efter säsongen 2021 lämnade hon klubben.

### Madrid CFF
I januari 2022 värvades Hed av spanska Madrid CFF, dit tidigare lagkamraten Michelle De Jongh nyligen även värvats.

### Djurgårdens IF
Efter ett halvår i Spanien återvände Hed i juli 2022 till Sverige och skrev på ett treårskontrakt med Djurgårdens IF.

## Landslagskarriär
Hed har spelat 17 landskamper för Sveriges U17-landslag; 16 landskamper för U19-landslaget och 11 landskamper för U23-landslaget.